# Habibah bint Ubayd-Allah
Habibah bint Ubayd-Allah (en árabe: حبيبة بنت عبيدالله) era la hija de Ubayd-Allah ibn Jahsh y de Ramla bint Abi Sufyan.
El padre de Habibah era el hermano de Zaynab bint Jahsh, que se casó con Mahoma, por lo que este se convirtió en su tío político.
Después de que sus padres se divorciaran, a causa de la conversión de su padre al cristianismo, su madre se casó con Mahoma. De esta forma, Mahoma se convirtió en su padrastro.
Se casó con Dawud ibn Urwah ibn Mas'ud al-Thaqifi.
En algunos libros islámicos, aparece con el nombre de Habibah bint Umm Habibah bint Abu Sufyan. Esto podría deberse a que su padre abandonó el islam.